# Prehistorik
Prehistorik — компьютерная игра компании Titus Interactive, двухмерный платформер. Разработанная для Amiga, Amstrad CPC, Atari ST, DOS в 1991. В 1993 вышло продолжение — Prehistorik 2 в версиях для Amstrad CPC и DOS, а в 1995-96 третья часть — Prehistorik Man для SNES.
Главным героем аркады является одетый в звериную шкуру доисторический человек, который в поисках пропитания преодолевает возникающие на его пути препятствия посредством ловкости и огромной дубины. В поисках пищи, неандерталец должен колотить динозавров и других животных, которые появляются на его пути. Некоторые враждебные существа не могут быть побиты, и тогда игрок должен уклоняться от них. Босс ждёт в конце каждого чётного уровня, всего уровней семь.
В 2013 году компания Anuman Interactive выпустила ремейк игры, адаптированный для iPhone, iPad и Android.

## Оценки
| Иноязычные издания | Иноязычные издания |
| Издание            | Оценка             |
| ------------------ | ------------------ |
| Amiga Action       | 85 %               |